# Shyla Stylez
Shyla Stylez är ett artistnamn för Amanda Friedland, född 23 september 1982 i Armstrong i British Columbia, död 9 november 2017 i Armstrong i British Columbia, som var en tyskättad kanadensisk porrskådespelare. Stylez påbörjade sin porrkarriär år 2000.
2010 nämndes hon som en av de 12 största kvinnliga stjärnorna inom porr av Maxim.